# 佩里耶塞穆尔
佩里耶塞穆尔（Periyasemur），是印度泰米尔纳德邦Erode县的一个城镇。总人口32044（2001年）。

## 人口
该地2001年总人口32044人，其中男性16660人，女性15384人；0—6岁人口3548人，其中男1855人，女1693人；识字率66.79%，其中男性为73.73%，女性为59.27%。